# Исламей (фантазия)
Исламей: Восточная фантазия, op. 18 — фортепианное произведение русского композитора Милия Балакирева, написанное в августе-сентябре 1869 года. Название «Исламей» (кабард.-черк. ислъэмей, адыг. ислъамый) означает адыгский (черкесский) народный танец. Обычно эта танцевальная мелодия исполняется на гармони, скрипке и в сопровождении пхацыка (трещотка из 4-5 деревянных пластинок).

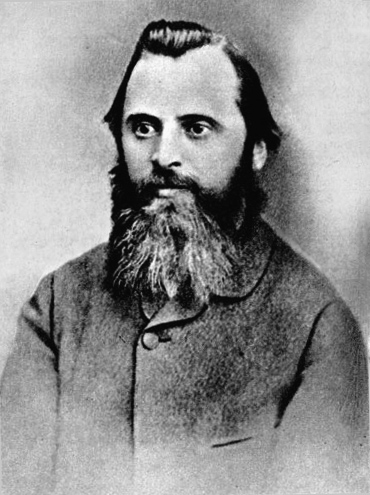
Милий Алексеевич Балакирев

## История создания
М. А. Балакирев, композитор, на чьё творчество огромное влияние оказали исконные традиции русского народа, вдохновился поездками на Кавказ и местной культурой, в результате чего решил написать фортепианную фантазию «Исламей» на мотив традиционной кавказской плясовой:
Пьеса эта случайно задумана на Кавказе, куда мне пришлось съездить лета три подряд в конце 60-х годов. Интересуясь тамошней народной музыкой, я познакомился с одним князем, который часто приходил ко мне и играл на своем инструменте, похожем отчасти на скрипку, народные мелодии. Одна из них, плясовая, называемая «Исламей», мне чрезвычайно понравилась… (письмо пропагандисту русской музыки Э. Рейссу, 1892 год)
Написано произведение было в течение месяца (начало августа — конец сентября) в 1869 году в Санкт-Петербурге. В 1902 году Балакирев немного пересмотрел работу и разделил её на 3 части.

## Описание
«Исламей» состоит из трёх частей
1. Allegro agitato - вступительная, введение главной темы;
2. Tranquillo — Andantino espressivo - появление полностью новой темы;
3. Allegro vivo — Presto furioso - возвращение к главной теме.

Произведение включает в себя большое количество технически сложных пассажей — именно это сделало его популярным среди пианистов-виртуозов, таких как Николай Рубинштейн, Ференц Лист, Симон Барер, Михаил Плетнёв, Борис Березовский и др. Сам Балакирев, считавшийся талантливым пианистом, утверждал, что со многими пассажами фантазии он «не может справиться».

## Влияние
Техническая сложность «Исламея» сильно повлияла на фортепианную музыку. При написании сюиты «Ночной Гаспар» Морис Равель отмечал, что хочет сочинить произведение более трудное, чем «Исламей». Дважды фантазия была оркестрована: Альфредо Казеллой, незадолго до смерти Балакирева, и Сергеем Ляпуновым.

## Звукозаписи
Самые известные звукозаписи произведения Балакирева: Симон Барер (1947, APR), Владимир Горовиц (1950, Sony/BMG), Эмиль Гилельс (1951, DOREMI), Джулиус Катчен (1958, Decca), Дьёрдь Цифра (1957 & 1970, EMI), Борис Березовский (1996, Teldec), Михаил Плётнёв (2000, DG).